# Álvaro Zamith

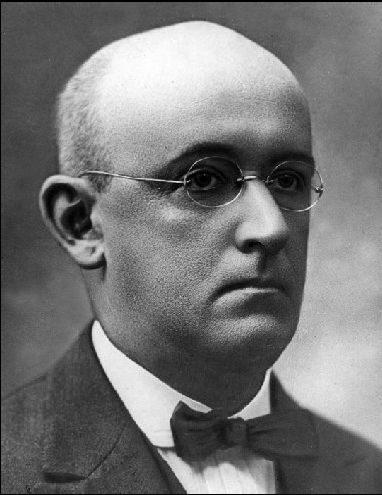
Álvaro Zamith

Álvaro Zamith (* 1877; † 24. Oktober 1960 in Rio de Janeiro) war ein brasilianischer Fußballfunktionär.
Er war nach Gründung des brasilianischen Fußballverbandes (CBF) ab dem 20. November 1915 dessen erster Präsident. In diesem Amt blieb er bis zum 4. November 1916.